# Le Dirigeable fantastique ou le Cauchemar d'un inventeur
Le Dirigeable fantastique ou le Cauchemar d'un inventeur er en fransk stumfilm fra 1905 af Georges Méliès.